# Picochlorum
Picochlorum nom. illeg., rod zelenih algi smješten u red Chlorellales. Postoje tri vrste uključene u ovaj rod od kojih je tipična brakična vrsta P. oklahomense iz Oklahome (Salt Plains National Wildlife Refuge). Ostale dvije vrste su morske.
Rod je opisan 2004.

## Vrste
1. Picochlorum atomus (Butcher) Henley, Hironaka, Guillou, M.Buchheim, J.Buchheim, M.Fawley & K.Fawley
2. Picochlorum maculatum (Butcher) Henley, Hironaka, Guillou, M.Buchheim, J.Buchheim, M.Fawley & K.Fawley
3. Picochlorum oklahomense Hironaka